# Liste der Monuments historiques in Saint-Magne
Die Liste der Monuments historiques in Saint-Magne führt die Monuments historiques in der französischen Gemeinde Saint-Magne auf.

## Liste der Objekte
| Bezeichnung            | Beschreibung           | Standort                      | Kennzeichnung | Schutzstatus | Datum | Bild |
| ---------------------- | ---------------------- | ----------------------------- | ------------- | ------------ | ----- | ---- |
| Skulpturengruppe Pietà | Stein, 16. Jahrhundert | in der Kirche St-Magne (Lage) | PM33001290    | Inscrit      | 1975  |      |